# Phyllomedusa
A Phyllomedusa a kétéltűek (Amphibia) osztályába a békák (Anura) rendjébe és a Phyllomedusidae családba tartozó nem.

## Elterjedésük
A nembe tartozó fajok Dél-Amerika trópusi ész szubtrópusi területein valamint Panamában honosak.

## Rendszerezés
A nembe az alábbi fajok tartoznak.
- Phyllomedusa bahiana Lutz, 1925
- kétszínű levelibéka (Phyllomedusa bicolor) (Boddaert, 1772)
- Phyllomedusa boliviana Boulenger, 1902
- Phyllomedusa burmeisteri Boulenger, 1882
- Phyllomedusa camba De la Riva, 1999
- Phyllomedusa chaparroi Castroviejo-Fisher, Köhler, De la Riva & Padial, 2017
- Phyllomedusa coelestis (Cope, 1874)
- Phyllomedusa distincta Lutz, 1950
- Phyllomedusa iheringii Boulenger, 1885
- Phyllomedusa neildi Barrio-Amorós, 2006
- Phyllomedusa sauvagii Boulenger, 1882
- Phyllomedusa tarsius (Cope, 1868)
- Phyllomedusa tetraploidea Pombal & Haddad, 1992
- Phyllomedusa trinitatis Mertens, 1926
- Phyllomedusa vaillantii Boulenger, 1882
- Phyllomedusa venusta Duellman & Trueb, 1967

## Kiválasztásuk
Egyes Phyllomedusa fajok bőre viaszos váladékot termel, mely segít a párolgás útján történő vízveszteség csökkentésében. A kiszáradás megelőzésére a hátukon található kiválasztó mirigyek váladékát végtagjaikkal szétkenik teljes bőrfelületükön.